# Ella-Maria Nutti
Hilma Ella-Maria Nutti, född 17 oktober 1995 i Gällivare, är en svensk författare.
Nutti är av samisk börd och uppvuxen i Koskullskulle utanför Gällivare. Hon har studerat vid Långholmens folkhögskola.
Nutti debuterade som författare 2022 med romanen Kaffe med mjölk. Boken skildrar relationen mellan en mor och en dotter där modern inte kan förmå sig berätta att hon är döende i cancer. Kaffe med mjölk fick ett gott mottagande och Nutti nominerades till Studieförbundet Vuxenskolans författarpris och tilldelades 2023 litteraturpriset Din Bok – Vårt Val. År 2024 publicerades hennes andra roman, Till träden. Den skildrar en renskötarfamilj där inget av barnen har velat ta över sysslan.
Vid sidan av författandet studerar Nutti till psykolog vid Umeå universitet.